# Buddh International Circuit
Der Buddh International Circuit ist eine Motorsport-Rennstrecke in Greater Noida, in der Nähe von Delhi, im Bundesstaat Uttar Pradesh in Indien. Sie wurde von Hermann Tilke geplant. Die Streckenlänge beträgt 5,125 km. Am 30. Oktober 2011 fand dort erstmals der Große Preis von Indien im Rahmen der Formel 1 statt. Nach dem Rennen 2013 wurde die Strecke wieder aus dem Kalender gestrichen.

## Geschichte

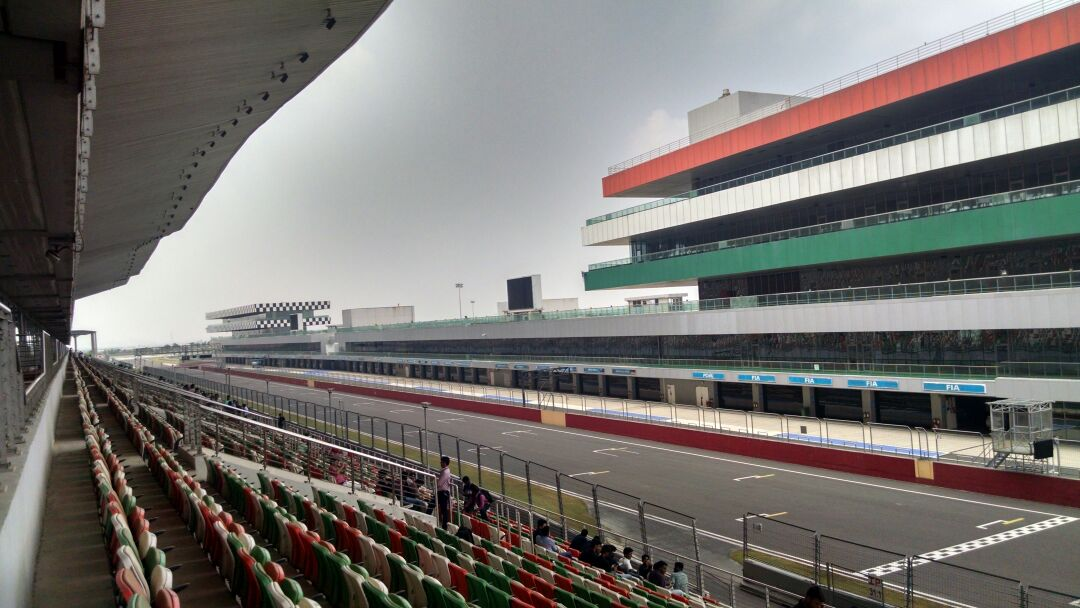
Startgerade des Buddh International Circuits

Der Kurs wurde im April 2011 von Jaypee Group Circuit in Buddh International Circuit umbenannt. Die Strecke wurde nach Buddha benannt, um ein Zeichen für Frieden und innere Ruhe zu setzen. Das für das Frühjahr 2011 geplante Fertigstellungsdatum des Kurses, der über 150.000 Sitzplätze verfügt und Teil eines großen Sportkomplexes ist, konnte nicht eingehalten werden. Die offizielle Übergabe erfolgte jedoch 12 Tage vor dem ersten Renntermin (30. Oktober 2011). Die Baukosten der Strecke betrugen zwischen 290 und 400 Millionen Euro.

## Streckenbeschreibung
Die leicht hügelig in die Landschaft modellierte Strecke wird von einigen Fahrern als „Berg- und Talfahrt“ bezeichnet. Da im Buddh International Circuit auch Motorradrennen ausgetragen werden, haben die betonierten Streckenbegrenzungen ein höheres Profil als bei reinen Rennwagen-Kursen, was ein für Monoposto erhöhtes Berührungsrisiko bedeutet.

### Alle Sieger von Formel-1-Rennen in Greater Noida
| Nr. | Jahr | Fahrer           | Konstrukteur | Motor   | Reifen | Zeit          | Runden | Ø-Tempo      | Datum       | GP von |
| --- | ---- | ---------------- | ------------ | ------- | ------ | ------------- | ------ | ------------ | ----------- | ------ |
| 1   | 2011 | Sebastian Vettel | Red Bull     | Renault | P      | 1:30:35,002 h | 60     | 204,157 km/h | 30. Oktober | Indien |
| 2   | 2012 | Sebastian Vettel | Red Bull     | Renault | P      | 1:31:10,744 h | 60     | 202,842 km/h | 28. Oktober | Indien |
| 3   | 2013 | Sebastian Vettel | Red Bull     | Renault | P      | 1:31:12,187 h | 60     | 202,296 km/h | 27. Oktober | Indien |